# Osborn-Checkliste
Die Osborn-Checkliste ist eine Kreativitätstechnik, die mittels einer spielerisch-experimentellen Modifizierung existierender Produkte und Prozesse systematisch Einfälle für neue Produkte oder Prozesse liefern kann.
Diese Technik, die als Anleitung zu angewandtem Einfallsreichtum zu verstehen ist, wurde von Alex Osborn um 1957 veröffentlicht. Ihr Schwerpunkt liegt bei der Entwicklung neuer Ideen aus bestehenden, indem sie sechs verschiedene Verben vorschlägt, die auf die bestehende Idee bzw. das existierende Produkt angewandt werden.
Die Checkliste wurde später um den weiteren Eintrag Eliminate (eliminieren) ergänzt und als SCAMPER-Checkliste veröffentlicht.
Wie viele andere Kreativitätstechniken ist die Anwendung der Osborn-Checkliste in Teams mit einem anfänglichen Lern- und Abstimmungsaufwand verbunden. Eine der Schwierigkeiten liegt darin, passende Konkretisierungen der sechs sehr abstrakten Verben zu finden. So stellt sich beispielsweise beim Listeneintrag Anpassen die Frage, was angepasst werden könnte. Die Tabelle zeigt für die Anwendung in der Produktverbesserung für jedes Verb mehrere mögliche Alternativen.
| Nummer | Ansatz             | Fragesatz                                                                     |
| --- | ------------------ | ----------------------------------------------------------------------------- |
| 1 | Andere Verwendung? | Gibt es alternative Verwendungen – so, wie es ist?                            |
| 2 | Andere Verwendung? | Gibt es alternative Verwendungen, wenn es angepasst wird?                     |
| 3 | Anpassen?          | Was anderes ist so wie dies?                                                  |
| 4 | Anpassen?          | Zu welch anderen Ideen/Verwendungen regt es an?                               |
| 5 | Anpassen?          | Gibt es Parallelen in der Vergangenheit?                                      |
| 6 | Anpassen?          | Was kann ich kopieren?                                                        |
| 7 | Anpassen?          | Wen kann ich nachahmen, was kann ich nachbilden?                              |
| 8 | Abwandeln?         | Neue Wendung, Drall, Richtung?                                                |
| 9 | Abwandeln?         | Ändere Bedeutung, Farbe, Bewegung, Richtung, Ton, Geruch, Form, Ausformung!   |
| 10 | Abwandeln?         | Gib ihm andere Formen, Geometrien!                                            |
| 11 | Vergrößern?        | Was kann ich hinzufügen?                                                      |
| 12 | Vergrößern?        | Was entsteht in längerem Zeitraum, -zyklus; größeren Zeitrahmen?              |
| 13 | Vergrößern?        | Höhere Frequenz, häufigeres Auftreten?                                        |
| 14 | Vergrößern?        | Stabiler, fester, stärker?                                                    |
| 15 | Vergrößern?        | Höher?                                                                        |
| 16 | Vergrößern?        | Verlängern?                                                                   |
| 17 | Vergrößern?        | Verdicken?                                                                    |
| 18 | Vergrößern?        | Zusätzlichen Wert addieren, Wert vergrößern?                                  |
| 19 | Vergrößern?        | Zusätzliche Komponente, Zutat, Fähigkeit?                                     |
| 20 | Vergrößern?        | Duplizieren?                                                                  |
| 21 | Vergrößern?        | Vervielfachen?                                                                |
| 22 | Vergrößern?        | Übertreiben, aufbauschen?                                                     |
| 23 | Verkleinern?       | Was ist abziehbar?                                                            |
| 24 | Verkleinern?       | Verkleinern?                                                                  |
| 25 | Verkleinern?       | Kompaktieren, kondensieren?                                                   |
| 26 | Verkleinern?       | Miniaturisieren?                                                              |
| 27 | Verkleinern?       | Verflachen?                                                                   |
| 28 | Verkleinern?       | Verkürzen?                                                                    |
| 29 | Verkleinern?       | Abspecken? Leichtbau?                                                         |
| 30 | Verkleinern?       | Auslassen, weglassen?                                                         |
| 31 | Verkleinern?       | Rationalisieren, windschlüpfiger machen?                                      |
| 32 | Verkleinern?       | Aufteilen?                                                                    |
| 33 | Verkleinern?       | Untertreiben, unterbewerten, abwerten?                                        |
| 34 | Ersetzen?          | Wen stattdessen?                                                              |
| 35 | Ersetzen?          | Was stattdessen?                                                              |
| 36 | Ersetzen?          | Andere Zutat, Ingredienz, Inhaltsstoff, Betriebsstoff?                        |
| 37 | Ersetzen?          | Anderes Material?                                                             |
| 38 | Ersetzen?          | Anderer Prozess, Herstellung, Abbau?                                          |
| 39 | Ersetzen?          | Andere Energie, Antriebsquelle?                                               |
| 40 | Ersetzen?          | Anderer Ort?                                                                  |
| 41 | Ersetzen?          | Anderer Ansatz?                                                               |
| 42 | Ersetzen?          | Anderen Klang, Ton, Stimme?                                                   |
| 43 | Umordnen?          | Komponentenaustausch?                                                         |
| 44 | Umordnen?          | Anderes Schema, Dekor, Modell, Erscheinung?                                   |
| 45 | Umordnen?          | Anderes Layout?                                                               |
| 46 | Umordnen?          | Andere Reihenfolge?                                                           |
| 47 | Umordnen?          | Ursache und Wirkung vertauschen?                                              |
| 48 | Umordnen?          | Schritte, Stufen, Tempo wechseln?                                             |
| 49 | Umordnen?          | Ablauf, Raster verändern?                                                     |
| 50 | Umkehren?          | Positiv und negativ umgruppieren?                                             |
| 51 | Umkehren?          | Was ist mit dem Gegenteil?                                                    |
| 52 | Umkehren?          | Von hinten aufzäumen?                                                         |
| 53 | Umkehren?          | Auf den Kopf stellen?                                                         |
| 54 | Umkehren?          | Rollen oder Aufgaben vertauschen?                                             |
| 55 | Umkehren?          | Die Schuhe des anderen anziehen?                                              |
| 56 | Umkehren?          | Den Spieß umdrehen?                                                           |
| 57 | Umkehren?          | Einweg zu Mehrweg? Mehrweg zu Einweg?                                         |
| 58 | Kombinieren?       | Was ist mit einer Mischung, einer Legierung, einer Auswahl, einer Ansammlung? |
| 59 | Kombinieren?       | Kombiniere Einheiten!                                                         |
| 60 | Kombinieren?       | Kombiniere Absichten, Einsatzbereiche!                                        |
| 61 | Kombinieren?       | Kombiniere Ansprüche!                                                         |
| 62 | Kombinieren?       | Kombiniere Ideen, Ansätze, Teillösungen!                                      |
| Alle Fragen können in der gegebenen oder in willkürlicher Reihenfolge abgearbeitet werden. Geübte Anwender können sich durch die Ansätze zu schöpferischer Gestaltung anleiten lassen. Die Abarbeitung aller Fragen soll der vollständigen Abdeckung verschiedener Perspektiven dienen. |                    |                                                                               |